# Élections législatives de 2012 dans le Doubs
Les élections législatives françaises de 2012 se déroulent les 10 et 17 juin 2012. Dans le département du Doubs, non concerné par le redécoupage électoral, cinq députés sont à élire dans le cadre de cinq circonscriptions.

## Élus
|   | Circonscription | Député sortant      |  | Parti | Député élu ou réélu |  | Parti |
| - | --------------- | ------------------- |  | ----- | ------------------- |  | ----- |
| = | 1re             | Françoise Branget   |  | UMP   | Barbara Romagnan    |  | PS    |
| = | 2e              | Jacques Grosperrin  |  | UMP   | Éric Alauzet        |  | EÉLV  |
| = | 3e              | Marcel Bonnot       |  | UMP   | Marcel Bonnot       |  | UMP   |
| = | 4e              | Pierre Moscovici    |  | PS    | Pierre Moscovici    |  | PS    |
| = | 5e              | Jean-Marie Binetruy |  | UMP   | Annie Genevard      |  | UMP   |

## Positionnement des partis
- L'accord PS-EELV est en vigueur sur le département du Doubs, le PS soutient un candidat EELV dans la deuxième circonscription, où il soutient le conseiller général Éric Alauzet. Par ailleurs, EELV ne présente aucun candidat sur la première circonscription et soutient la socialiste Barbara Romagnan.
- L'UMP a présenté ses candidats le 13 décembre 2011 et est présent sur toutes les circonscriptions où trois de ses quatre députés sortants se représentent.

## Résultats

### Résultats au niveau départemental
| Parti          | Parti                                     | Premier tour | Premier tour | Second tour | Second tour | Sièges |
| Parti          | Parti                                     | Voix         | %            | Voix        | %           | Sièges |
| -------------- | ----------------------------------------- | ------------ | ------------ | ----------- | ----------- | ------ |
|                | Parti socialiste                          | 57 702       | 26,67        | 76 714      | 36,92       | 2      |
|                | Europe Écologie Les Verts                 | 20 509       | 9,48         | 23 232      | 11,18       | 1      |
|                | Divers gauche dont MRC                    | 1 642        | 0,76         |             |             | 0      |
|                | Majorité présidentielle                   | 79 853       | 36,91        | 99 946      | 48,10       | 3      |
|                |                                           |              |              |             |             |        |
|                | Union pour un mouvement populaire         | 73 669       | 34,06        | 98 269      | 47,29       | 2      |
|                | Parti radical                             | 7 000        | 3,24         |             |             | 0      |
|                | Divers droite dont DLR et PCD             | 2 439        | 1,13         | 0           |             |        |
|                | Droite parlementaire                      | 83 108       | 38,42        | 98 269      | 47,29       | 2      |
|                |                                           |              |              |             |             |        |
|                | Front national                            | 32 850       | 15,19        | 9 581       | 4,61        | 0      |
|                | Front de gauche                           | 11 623       | 5,37         |             |             | 0      |
|                | Mouvement démocrate                       | 3 411        | 1,58         | 0           |             |        |
|                | Divers écologiste dont LT-LNÉ, MÉI et AÉI | 2 491        | 1,15         | 0           |             |        |
|                | Extrême gauche dont LO, NPA et POI        | 2 228        | 1,03         | 0           |             |        |
|                | Divers                                    | 758          | 0,35         | 0           |             |        |
|                |                                           |              |              |             |             |        |
| Inscrits       | Inscrits                                  | 359 533      | 100,00       | 359 478     | 100,00      | 5      |
| Abstentions    | Abstentions                               | 139 939      | 38,92        | 145 494     | 40,47       |        |
| Votants        | Votants                                   | 219 594      | 61,08        | 213 984     | 59,53       |        |
| Blancs et nuls | Blancs et nuls                            | 3 272        | 1,49         | 6 188       | 2,89        |        |
| Exprimés       | Exprimés                                  | 216 322      | 98,51        | 207 796     | 97,11       |        |

### Résultats par circonscription

#### Première circonscription (Besançon-Ouest)
| Candidat       | Candidat                   | Parti          | Premier tour | Premier tour | Second tour | Second tour |  |
| Candidat       | Candidat                   | Parti          | Voix         | %            | Voix        | %           |  |
| -------------- | -------------------------- | -------------- | ------------ | ------------ | ----------- | ----------- |  |
|                | Barbara Romagnan élue      | PS (EÉLV)      | 16 960       | 39,42        | 22 923      | 54,74       |  |
|                | Françoise Branget sortante | UMP            | 14 044       | 32,64        | 18 963      | 45,27       |  |
|                | Robert Sennerich           | RBM (FN)       | 5 298        | 12,31        |             |             |  |
|                | Emmanuel Girod             | FG (PG)        | 3 145        | 7,31         |             |             |  |
|                | Julie Baverel              | CpF (MoDem)    | 1 019        | 2,37         |             |             |  |
|                | Mireille Péquignot         | NC             | 713          | 1,66         |             |             |  |
|                | Camille Waechter           | MÉI            | 469          | 1,09         |             |             |  |
|                | Catherine Billod           | AÉI            | 440          | 1,02         |             |             |  |
|                | Nicole Friess              | LO             | 319          | 0,74         |             |             |  |
|                | Hervé Drouot               | MOC            | 208          | 0,48         |             |             |  |
|                | Patrick Thielley           | Divers         | 190          | 0,44         |             |             |  |
|                | Bernard Serafinowski       | NPA            | 156          | 0,36         |             |             |  |
|                | Daniel Duchêne             | Divers         | 61           | 0,14         |             |             |  |
|                |                            |                |              |              |             |             |  |
| Inscrits       | Inscrits                   | Inscrits       | 73 025       | 100,00       | 73 014      | 100,00      |  |
| Abstentions    | Abstentions                | Abstentions    | 29 468       | 40,35        | 29 953      | 41,02       |  |
| Votants        | Votants                    | Votants        | 43 557       | 59,65        | 43 061      | 58,98       |  |
| Blancs et nuls | Blancs et nuls             | Blancs et nuls | 535          | 1,23         | 1 172       | 2,72        |  |
| Exprimés       | Exprimés                   | Exprimés       | 43 022       | 98,77        | 41 889      | 97,28       |  |

#### Deuxième circonscription (Besançon-Est)
Le député sortant, Jacques Grosperrin est candidat à sa réélection. A gauche, Eric Alauzet est investi pour représenter la Majorité Présidentielle après une rude compétition avec le maire PS de Besançon, Jean-Louis Fousseret.
| Candidat       | Candidat                   | Parti                    | Premier tour | Premier tour | Second tour | Second tour |  |
| Candidat       | Candidat                   | Parti                    | Voix         | %            | Voix        | %           |  |
| -------------- | -------------------------- | ------------------------ | ------------ | ------------ | ----------- | ----------- |  |
|                | Jacques Grosperrin sortant | UMP                      | 17 179       | 36,84        | 23 124      | 49,88       |  |
|                | Éric Alauzet élu           | EÉLV (PS)                | 17 153       | 36,78        | 23 232      | 50,12       |  |
|                | Valérie Moreto             | RBM (FN)                 | 5 114        | 10,97        |             |             |  |
|                | Annie Ménétrier            | FG (PCF) (Divers gauche) | 3 709        | 7,95         |             |             |  |
|                | Benoît Vuillemin           | Divers droite            | 925          | 1,98         |             |             |  |
|                | Philippe Gonon             | CpF (MoDem)              | 830          | 1,78         |             |             |  |
|                | Elisabeth Gladstone        | AÉI                      | 514          | 1,10         |             |             |  |
|                | Jean-Claude Chomette       | DLR                      | 374          | 0,80         |             |             |  |
|                | Julien Marcout             | NPA                      | 311          | 0,67         |             |             |  |
|                | Brigitte Vuitton           | LO                       | 195          | 0,42         |             |             |  |
|                | Johanna Clerc              | S&P                      | 177          | 0,38         |             |             |  |
|                | Jean-Pierre Joly           | MPF                      | 152          | 0,33         |             |             |  |
|                |                            |                          |              |              |             |             |  |
| Inscrits       | Inscrits                   | Inscrits                 | 76 302       | 100,00       | 76 305      | 100,00      |  |
| Abstentions    | Abstentions                | Abstentions              | 28 978       | 37,98        | 28 588      | 37,47       |  |
| Votants        | Votants                    | Votants                  | 47 324       | 62,02        | 47 717      | 62,53       |  |
| Blancs et nuls | Blancs et nuls             | Blancs et nuls           | 691          | 1,46         | 1 361       | 2,85        |  |
| Exprimés       | Exprimés                   | Exprimés                 | 46 633       | 98,54        | 46 356      | 97,15       |  |

#### Troisième circonscription (Montbéliard)
| Candidat       | Candidat                    | Parti                    | Premier tour | Premier tour | Second tour | Second tour |  |
| Candidat       | Candidat                    | Parti                    | Voix         | %            | Voix        | %           |  |
| -------------- | --------------------------- | ------------------------ | ------------ | ------------ | ----------- | ----------- |  |
|                | Marcel Bonnot sortant réélu | UMP                      | 14 002       | 35,99        | 19 270      | 51,00       |  |
|                | Arnaud Marthey              | PS                       | 13 312       | 34,22        | 18 512      | 49,00       |  |
|                | Roland Boillot              | RBM (FN)                 | 7 154        | 18,39        |             |             |  |
|                | Lionel Manière              | FG (PCF) (Divers gauche) | 1 961        | 5,04         |             |             |  |
|                | Tassadit Taharount          | EÉLV                     | 719          | 1,85         |             |             |  |
|                | Catherine Comte-Deleuze     | CpF (MoDem)              | 578          | 1,49         |             |             |  |
|                | Christian Driano            | LO                       | 406          | 1,04         |             |             |  |
|                | Vladimir Djordjevic         | MRC                      | 329          | 0,85         |             |             |  |
|                | Chantal Attal               | AÉI                      | 319          | 0,82         |             |             |  |
|                | Zakaria Beyrouthy           | MPEN ,                   | 122          | 0,31         |             |             |  |
|                |                             |                          |              |              |             |             |  |
| Inscrits       | Inscrits                    | Inscrits                 | 65 469       | 100,00       | 65 449      | 100,00      |  |
| Abstentions    | Abstentions                 | Abstentions              | 25 794       | 39,4         | 26 099      | 39,88       |  |
| Votants        | Votants                     | Votants                  | 39 675       | 60,6         | 39 350      | 60,12       |  |
| Blancs et nuls | Blancs et nuls              | Blancs et nuls           | 773          | 1,95         | 1 568       | 3,98        |  |
| Exprimés       | Exprimés                    | Exprimés                 | 38 902       | 98,05        | 37 782      | 96,02       |  |

#### Quatrième circonscription (Audincourt)
| Candidat       | Candidat                       | Parti          | Premier tour | Premier tour | Second tour | Second tour |  |
| Candidat       | Candidat                       | Parti          | Voix         | %            | Voix        | %           |  |
| -------------- | ------------------------------ | -------------- | ------------ | ------------ | ----------- | ----------- |  |
|                | Pierre Moscovici sortant réélu | PS             | 16 421       | 40,81        | 19 311      | 49,32       |  |
|                | Sophie Montel                  | RBM (FN)       | 9 605        | 23,87        | 9 581       | 24,47       |  |
|                | Charles Demouge                | UMP            | 9 341        | 23,21        | 10 260      | 26,21       |  |
|                | Chantal Adami                  | FG (PCF) (NPA) | 1 252        | 3,11         |             |             |  |
|                | Ilker Ciftci                   | Divers gauche  | 961          | 2,39         |             |             |  |
|                | Bernard Lachambre              | EÉLV           | 801          | 1,99         |             |             |  |
|                | Didier Klein                   | PRV            | 673          | 1,67         |             |             |  |
|                | Jean-Claude Durupt             | CpF (MoDem)    | 409          | 1,02         |             |             |  |
|                | Daniel Jeannin                 | POI            | 230          | 0,57         |             |             |  |
|                | Michel Treppo                  | LO             | 208          | 0,52         |             |             |  |
|                | Guillaume Reffay               | AÉI            | 182          | 0,45         |             |             |  |
|                | Antonio Sanchez                | COM            | 154          | 0,38         |             |             |  |
|                |                                |                |              |              |             |             |  |
| Inscrits       | Inscrits                       | Inscrits       | 67 395       | 100,00       | 67 392      | 100,00      |  |
| Abstentions    | Abstentions                    | Abstentions    | 26 624       | 39,5         | 27 540      | 40,87       |  |
| Votants        | Votants                        | Votants        | 40 771       | 60,5         | 39 852      | 59,13       |  |
| Blancs et nuls | Blancs et nuls                 | Blancs et nuls | 534          | 1,31         | 700         | 1,76        |  |
| Exprimés       | Exprimés                       | Exprimés       | 40 237       | 98,69        | 39 152      | 98,24       |  |

#### Cinquième circonscription (Pontarlier)
| Candidat       | Candidat               | Parti          | Premier tour | Premier tour | Second tour | Second tour |  |
| Candidat       | Candidat               | Parti          | Voix         | %            | Voix        | %           |  |
| -------------- | ---------------------- | -------------- | ------------ | ------------ | ----------- | ----------- |  |
|                | Annie Genevard élue    | UMP            | 19 103       | 40,19        | 26 651      | 62,54       |  |
|                | Liliane Lucchesi       | PS             | 11 009       | 23,16        | 15 966      | 37,46       |  |
|                | Nathalie Bertin        | PRV            | 6 327        | 13,31        |             |             |  |
|                | Claude Vernier         | RBM (FN)       | 5 679        | 11,95        |             |             |  |
|                | François Mandil        | EÉLV           | 1 836        | 3,86         |             |             |  |
|                | Claude Faivre          | FG (NPA)       | 1 556        | 3,27         |             |             |  |
|                | Christian Petit        | CpF (MoDem)    | 575          | 1,21         |             |             |  |
|                | Renée Remy             | MRC            | 352          | 0,74         |             |             |  |
|                | Jean-Marie Pietoukhoff | LT-LNÉ         | 329          | 0,69         |             |             |  |
|                | Chantal Charles        | DLR            | 275          | 0,58         |             |             |  |
|                | Odile Humbert          | LO             | 249          | 0,52         |             |             |  |
|                | Gaëlle Wendlinger      | AÉI            | 238          | 0,50         |             |             |  |
|                |                        |                |              |              |             |             |  |
| Inscrits       | Inscrits               | Inscrits       | 77 342       | 100,00       | 77 318      | 100,00      |  |
| Abstentions    | Abstentions            | Abstentions    | 29 075       | 37,59        | 33 314      | 43,09       |  |
| Votants        | Votants                | Votants        | 48 267       | 62,41        | 44 004      | 56,91       |  |
| Blancs et nuls | Blancs et nuls         | Blancs et nuls | 739          | 1,53         | 1 387       | 3,15        |  |
| Exprimés       | Exprimés               | Exprimés       | 47 528       | 98,47        | 42 617      | 96,85       |  |

## Résultats de la présidentielle dans les circonscriptions
| Circonscriptions | François Hollande | Nicolas Sarkozy | Député sortant      | Député élu       |
| ---------------- | ----------------- | --------------- | ------------------- | ---------------- |
| 1re              | 53,65 %           | 46,35 %         | Françoise Branget   | Barbara Romagnan |
| 2e               | 52,17 %           | 47,83 %         | Jacques Grosperrin  | Éric Alauzet     |
| 3e               | 47,78 %           | 52,22 %         | Marcel Bonnot       | Marcel Bonnot    |
| 4e               | 51,27 %           | 48,73 %         | Pierre Moscovici    | Pierre Moscovici |
| 5e               | 36,76 %           | 63,24 %         | Jean-Marie Binetruy | Annie Genevard   |

À l'instar de l’élection présidentielle, les circonscriptions ayant voté pour François Hollande envoient un député de gauche à l'Assemblée tandis que celles qui ont voté pour Nicolas Sarkozy sont représentées par un député de droite.